# Jaagsiekte

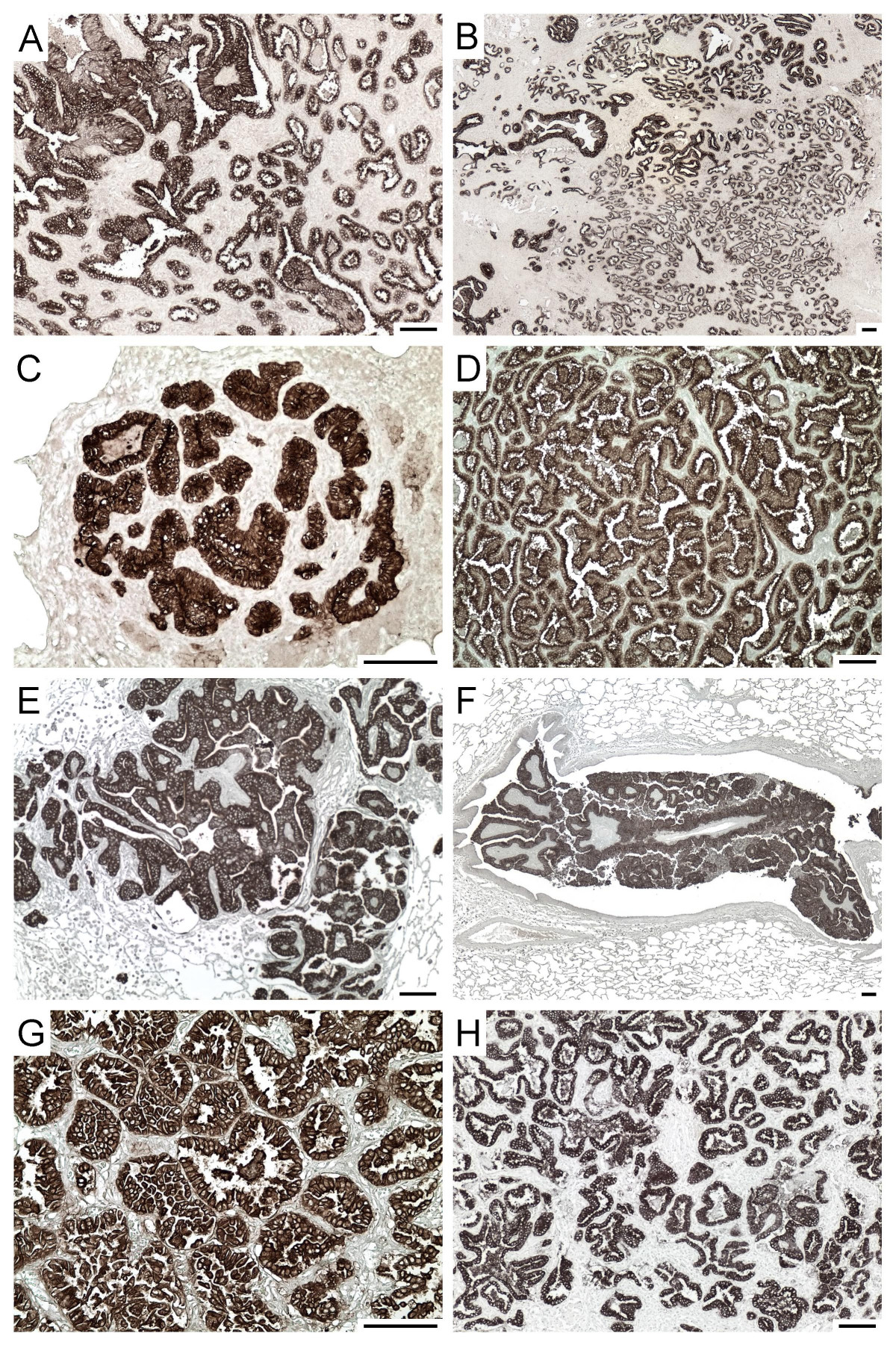
Obrazy histopatologiczne jaagsiekte pochodzące od owiec z różnych miejsc na świecie: A i B – RPA, C – Kenia, D – Peru, E, F, G – Stany Zjednoczone, H – Hiszpania (barwienie immunohistochemiczne z użyciem mysich przeciwciał monoklonalnych skierowanych przeciwko białku Env wirusa)

Jaagsiekte, owczy gruczolakorak płuc – przewlekła, zakaźna choroba płuc u owiec i kóz, opisana po raz pierwszy w 1865 roku. Nazwa pochodzi z języka afrikaans i znaczy mniej więcej „choroba po pościgu”; wzięła się stąd, że chore zwierzęta cierpią na niewydolność oddechową i sprawiają wrażenie wyczerpanych po dużym wysiłku. 
W schyłkowym okresie choroby zwierzęta wydzielają pienisty płyn przez nozdrza, o którym sądzi się, że odpowiada za poziome przekazywanie czynnika zakaźnego choroby. W obrazie sekcyjnym płuca padłych zwierząt są wypełnione rozsianymi guzami. Niektóre z nich są ledwo dostrzegalnymi guzkami, natomiast inne zajmują nawet połowę płata.
Czynnikiem etiologicznym choroby jest retrowirus JSRV (jaagsiekte sheep retrovirus), odpowiadający za złośliwą transformację komórek nabłonka oskrzeli w komórki rakowe. Konkretniej, komórkami atakowanymi przez wirusa są pneumocyty typu II i oskrzelikowe komórki maczugowate.
Jaagsiekte niedawno została wybrana na model zwierzęcy nowotworów płuc u ludzi. Jest często spotykana u owiec w Wielkiej Brytanii i Republice Południowej Afryki. Okres inkubacji wirusa jest stosunkowo długi; choroba nie dotyka owiec młodszych niż 2 lata. Objawami jaagsiekte są: spadek wagi, brak łaknienia i niewydolność oddechowa (przejawiająca się brzusznym  torem oddychania i głośnymi dźwiękami przy oddechach). Choroba jest śmiertelna.